# Бикасаз
Бикаса́з (тат. Бикәсаз) — село в Альметьевском районе Татарстана. Входит в состав Новокашировского сельского поселения.

## История
Село основано в 1907—1909 годах во время реализации столыпинской реформы переселенцами-татарами из деревни Бикасаз (ныне Сармановского района) на земле, купленной у купцов Стахеевых. Первоначальное название — Новый Бикасаз. В 1912 году жители села вместе с соседями из поселков Идрисовка, Баланны Чишма, Компас, Хмельная Поляна, Белый Ключ и окрестных хуторов образовали Ново-Бикасазовское сельское общество. Их надел составлял тогда 134,25 десятин. В 1914 году открыта мечеть (в 1934 году закрыта).
В 1918 году в селе была установлена советская власть, началась Гражданская война, в ней участвовали 18 жителей села, из них 5 не вернулись. В 1921 году село серьезно пострадало от голода.

## Население
Численность населения по годам, источник — 
| 1913 | 1926 | 1938 | 1949 | 1958 | 1970 | 1979 | 1989 | 2002 | 2010 | 2015 |
| ---- | ---- | ---- | ---- | ---- | ---- | ---- | ---- | ---- | ---- | ---- |
| 41   | 104  | 462  | 461  | 387  | 309  | 268  | 113  | 156  | 166  | 93   |

Национальный состав села — татары.